# Ahmed Adeeb

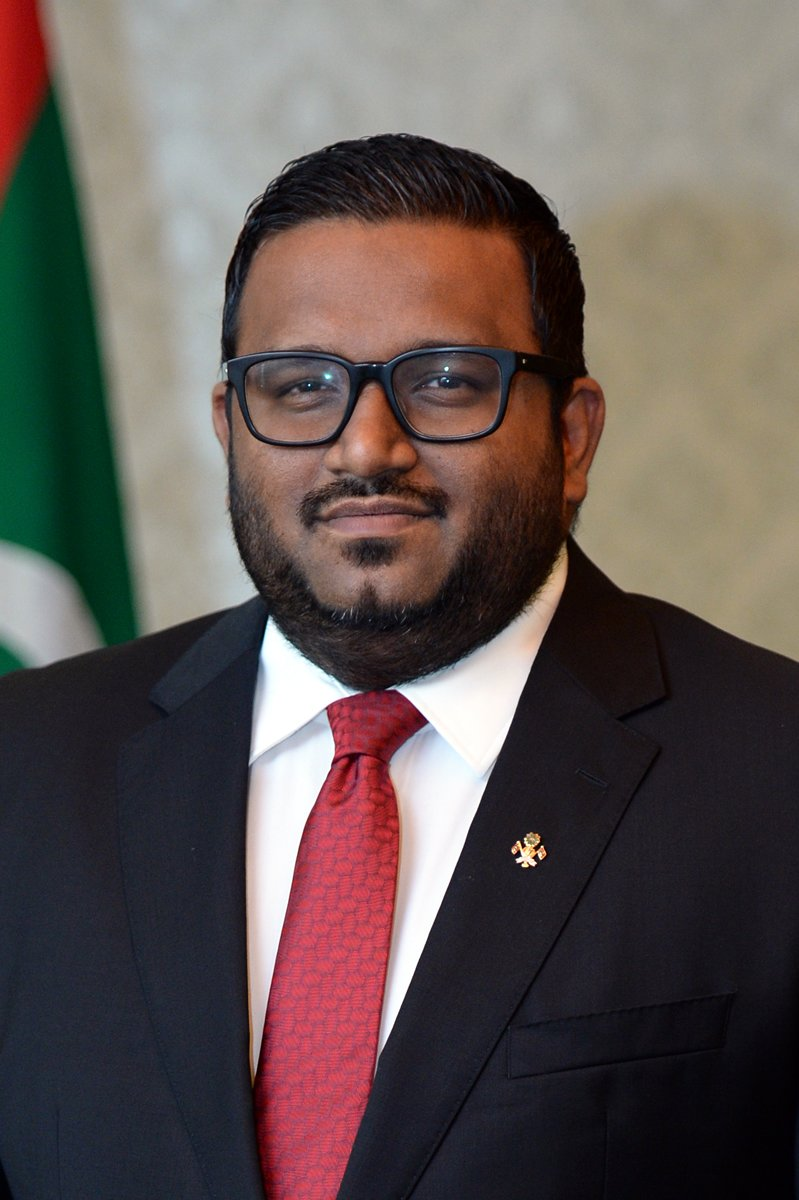
Ahmed Adeeb (2015)

Ahmed Adeeb Abdul Ghafoor (Dhivehi އަހުމަދު އަދީބު އަބްދުލް ޤަފޫރު; * 11. April 1982) ist ein maledivischer Politiker. Er war stellvertretender Staatspräsident unter Präsident Abdulla Yameen.
Adeeb ist Sohn eines Gefängniswärters und einer Zollbeamtin. Er war 2008 Schatzmeister der Handelskammer der Malediven. 2012 wurde er Tourismusminister. Der Rechnungshof des Landes ermittelte, dass er in dieser Funktion sechs Mio. US-Dollar für sich selbst abzweigte. Für die Genehmigung jedes neuen Tourismusprojektes soll er eine Mio. US-Dollar an Schmiergeld erhalten haben. Seit Juli 2015 war Adeeb stellvertretender Staatspräsident. Eigens für ihn wurde das Mindestalter für diese Position gesenkt.
Adeeb ist der Anführer einer „Mopedrocker“-Bande in der maledivischen Hauptstadt Malé. Diese geht gegen Demonstranten vor und soll u. a. für das Verschwinden eines regierungskritischen Journalisten verantwortlich sein.
Nur wenige Tage nachdem er in einem Interview gegenüber der Deutschen Welle die umstrittene und von Menschenrechtsorganisationen kritisierte Verurteilung des ehemaligen Präsidenten Mohamed Nasheed verteidigt hatte, wurde Adeeb am 24. Oktober 2015 in Malé verhaftet. Ihm wurde vorgeworfen, an der Planung des Bombenattentats gegen den Präsidenten Abdulla Yameen am 28. September 2015 beteiligt gewesen zu sein. Der Präsident war damals unverletzt geblieben. Am 5. November 2015 wurde er vom maledivischen Parlament einstimmig seines Amtes enthoben. Die Abgeordneten der Oppositionspartei MDP hatten die Teilnahme an der Abstimmung verweigert. Mitte Juni 2016 wurde Adeeb zu einer fünfzehnjährigen Haftstrafe verurteilt, zugleich wurde der bisherige Finanzminister des Landes, Abdulla Jihad, zu seinem Nachfolger ernannt.

## Quelle
- Willi Germund: Malediven verkommen zum Gangsterstaat Frankfurter Rundschau, 26. August 2015, abgerufen am 25. September 2015.